# Davidius lunatus
Davidius lunatus – gatunek ważki z rodziny gadziogłówkowatych (Gomphidae).